# 福島県立安積高等学校
福島県立安積高等学校（ふくしまけんりつ あさかこうとうがっこう）は、福島県郡山市開成に所在する県立高等学校。通称は「安高」（あんこう）。

## 概要
歴史
1884年（明治17年）「二本松県安積中学校」を統合吸収し、創立した「福島県福島中学校」を前身とする。1948年（昭和23年）の学制改革により、新制高等学校となった。長く男子校であったが2001年（平成13年）より男女共学となった。学校正面に立つ旧福島尋常中学校本部（旧本館）は1977年（昭和52年）に国の重要文化財に指定され、現在は安積歴史博物館となっている。2024年（令和6年）に創立140周年を迎えた。
2025年（令和7年）に、福島県立安積中学校を併設し、併設型中高一貫校となった。
分校として福島県立安積高等学校御舘校(御舘の読みはみたて)があったが2020年度で募集停止となり、在校生10人が卒業となった2021年度で閉校となった。
設置課程・学科
全日制課程 普通科
かつては理数科を設置していたが、2000年（平成12年）に廃止された。
校訓
「文武両道」、「質実剛健」、「開拓者精神」
安積高校ではこの3つを安積の精神と呼んでいる。
校章
桑の葉を背景にして、中央に「高」の形をした桜の花弁を置いている。旧制中学校時代の校章は桜の花弁を背景にして中央に「中」の文字を置いていた。
校歌
旧制中学校時代の1921年（大正10年）に制定。作詞は福島県立安積中学校 校友会（生徒会）、作曲は原田敬一（福島県師範学校教諭）による。歌詞は3番まであり、1番に校名の「安積」が登場する。
応援歌
新入生は4月に7日間行われる応援歌練習にて、應援團幹部から校歌・応援歌を教わる。覚えた歌は運動部の試合や各種行事で歌われ、卒業後もOB会などで歌われる。
応援歌 - 「紫の旗行く（ゆく）所」他
スクールカラー
紫色
同窓会
「安積桑野会」（あさかくわのかい）と称している。

## 沿革
旧制中学校時代
- 1884年（明治17年）
  - 7月12日 - 「二本松県安積中学校」を統合吸収し、「福島県福島中学校」が設置される。入学資格を小学校中等科卒業程度とする。
  - 9月11日 - 福島町の福島師範学校校舎（現・福島市立福島第一小学校校地）で授業を開始。
- 1886年（明治19年）
  - 1月20日 - 杉妻町[注釈 2] に校舎が完成し、移転を完了[4]。
  - 8月20日 - 中学校令の施行により、「福島尋常中学校」と改称。
    - 入学資格を高等小学校2年修了程度の12歳以上の男子、修業年限を5年（現在の中学1年から高校2年に相当）とする。

  - 11月25日 - 福島県会、中学校の安積郡桑野村への移転[注釈 3]を決議。
  - 12月18日 - 火災により校舎が全焼。そのため福島県尋常師範学校に戻り、授業を再開[4]。
- 1887年（明治20年）
  - 2月20日 - 福島医学校跡地（現・福島県議会議事堂）に移転[4]。
  - 3月14日 - 「福島県尋常中学校」に改称。
- 1889年（明治22年）
  - 3月30日 - 安積郡桑野村に新校舎が完成し、移転を完了。
  - 4月4日 - 第1回卒業式を挙行。最初の卒業生は7名であった。
- 1896年（明治29年）5月5日 - 磐城分校を設置。
- 1898年（明治31年）4月 - 「福島県第一尋常中学校」と改称。磐城分校が分離し、福島県第二尋常中学校として独立。
  - この時福島県第三尋常中学校、福島県第四尋常中学校も開校した。
- 1900年（明治33年）4月1日 - 中学校令の改正により、「福島県第一中学校」に改称（尋常が除かれる）。
- 1901年（明治34年）
  - 4月1日 - 「福島県安積中学校」に改称。
  - 4月27日 - 「福島県立安積中学校」に改称（県の後に「立」が付される）。
- 1908年（明治41年）4月1日 - 義務教育年限の延長（4年から6年）により、入学資格が尋常小学校（6年）卒業程度に変更となる。
- 1920年（大正9年）9月11日 - 授業を開始した9月11日を創立記念日に制定。
- 1921年（大正10年）9月11日 - 第1回開校記念式典を挙行。校歌・校旗を制定。
- 1941年（昭和16年）4月1日 - 国民学校令の施行により、入学資格が国民学校初等科（6年）卒業程度に変更となる。
- 1943年（昭和18年）4月1日 - 中等学校令の施行により、この年の入学生から修業年限が4年（現在の中学1年から高校1年に相当）となる。
- 1944年（昭和19年）- 勤労動員が開始。
- 1945年（昭和20年）
  - 3月 - 4年生（1941年（昭和16年）入学生）と5年生（1940年（昭和15年）入学生）の合同卒業式を挙行。
    - 教育ニ関スル戦時非常措置方策により中等学校令施行前の入学生にも修業年限4年が適用されたため。

  - 4月1日 - 学校での授業を停止。ただし勤労動員は継続。
  - 9月 - 終戦により、授業を再開。
- 1946年（昭和21年）4月1日 - 修業年限が5年となる（4年修了時点で卒業することもできた）。
- 1947年（昭和22年）4月1日 - 学制改革（六・三制の実施）が行われる。
  - 旧制中学校の生徒募集を停止。
  - 新制中学校を併設し（以下・併設中学校）、旧制中学校1・2年修了者を新制中学校2・3年生として収容。
  - 併設中学校は経過措置としてあくまで暫定的に設置されたため、新たに生徒募集は行われず、在校生が2・3年生のみの中学校であった。
  - 旧制中学校3・4年修了者はそのまま在籍し、旧制中学4・5年生となった（4年修了時点で卒業することもできた）。

新制高等学校
- 1948年（昭和23年）
  - 4月1日 - 学制改革（六・三・三制の実施）により、旧制中学校は廃止され、新制高等学校「福島県立安積高等学校」（男子校）が発足。
    - 通常制普通課程（現・全日制課程普通科）を設置。修業年限を3年とする。
    - 旧制中学卒業生（5年修了者）の希望者を新制高校3年生、旧制中学4年修了者を新制高校2年生、併設中学校卒業生（3年修了者）を新制高校1年生として収容。
    - 併設中学校は継承され（名称:福島県立安積高等学校併設中学校）、1946年（昭和21年）に旧制中学校へ最後に入学した3年生のみとなる。

  - 7月6日 - 新徽章（校章）を制定。
  - 12月23日 - 旧制中学時代の校友会（戦時中は報国隊）に代わり、生徒自治会が発足。
- 1949年（昭和24年）
  - 3月31日 - 併設中学校を廃止。
  - 10月9日 - 同窓会「安積桑野会」が発足。
- 1951年（昭和26年）4月1日 - 2学期制を導入。
- 実施年不明 - 福島県立大槻高等学校を統合し、大槻農業部とする。また旧大槻高等学校より福良分校を移管される[5]。
- 実施年不明 - 福良分校を福良第二部に改称[5]。
- 1960年（昭和35年）1月22日 - 新校旗披露式を挙行。
- 1962年（昭和37年）4月1日 - 大槻農業部を大槻分校とする[6]。
- 1963年（昭和38年）
  - 3月29日 - 北校舎が完成。
  - 4月1日 - 「福良第二部」が分離し、福島県立湖南高等学校として独立。
- 1967年（昭和42年）4月1日 - 福島県立田村高等学校から御舘分校（現・御舘校）が移管される。
- 1968年（昭和43年）
  - 3月1日 - 卒業式の答辞を利用して卒業生代表が文部大臣及び教育行政の批判を行う[7]。
  - 4月1日 - 理数科を設置。
- 1972年（昭和47年）3月10日 - 理科棟が完成。
- 1973年（昭和48年）
  - 3月30日 - 管理棟が完成。
  - 3月31日 - 旧本館が福島県指定重要文化財に指定。
- 1974年（昭和49年） - 「思索の森」を造成。
- 1975年（昭和50年） - 第1回校内駅伝競走大会を開催。
- 1976年（昭和51年）3月31日 - 大槻分校を廃止。
- 1977年（昭和52年）3月28日 - 旧本館が国の重要文化財に指定。
- 1982年（昭和57年） - 学校祭を「紫旗祭」（しきさい）と改称。
- 1984年（昭和59年）
  - 9月7日 - 創立100周年記念事業として「安積歴史博物館」を開設。
  - 9月8日 - 創立100周年記念式典を挙行。文部大臣森喜朗が出席。
- 1986年（昭和61年）7月24日 - この日放送の『ザ・ベストテン』（TBS系）において中森明菜が旧本館で歌唱。
  - 「ジプシー・クイーン」で第6位にランクインし、当日郡山市で開催されていたコンサートの終了後に生中継で歌唱。卒業生が学生服姿でエキストラとして参加。中継担当はテレビユー福島。
- 1998年（平成10年）4月 - 理数科の募集を停止。
- 2001年（平成13年）
  - 3月25日 - 野球部が第73回選抜高等学校野球大会に21世紀枠代表で出場。
  - 3月31日 - 理数科を閉科。制服を廃止。
  - 4月1日 - 男女共学を開始。
- 2002年（平成14年）4月1日 - 文部科学省より、スーパーサイエンスハイスクール（SSH）に指定される（3年間）。
- 2005年（平成17年）4月1日 - スーパーサイエンスハイスクール（SSH）指定期間が2006年度（平成18年度）まで延長される。
- 2010年（平成22年）10月30日 - 合唱部が第63回全日本合唱コンクール全国大会高等学校部門Bグループに出場、金賞及び最高賞たる文部科学大臣賞を初受賞。
- 2011年（平成23年）3月11日 - 東日本大震災により被災。
- 2013年（平成25年）10月5日 - 震災で被災した安積歴史博物館の修理を終え、仮オープン。一般公開を再開。
- 2014年（平成26年）9月6日 -  創立130周年記念式典を挙行。文部科学大臣下村博文が出席。
- 2019年（平成31年）4月1日 - 文部科学省より、スーパーサイエンスハイスクール（SSH）に指定される（5年間）。
- 2020年（令和2年）2月 - 福島県教育委員会は、2025年度に安積高校を中高一貫化する方針を固めた[8]。
- 2022年（令和4年）3月 - 福島県立安積高等学校御舘校が閉校[2]。
- 2024年（令和6年）4月1日 - 文部科学省より、スーパーサイエンスハイスクール（SSH）に指定される（5年間）。
- 2025年（令和7年）4月8日 - 中高一貫教育校として、福島県立安積中学校を併設する[1]

## 学校行事
Ⅰ期（前期）
- 4月 - 始業式、入学式、対面式、新入生歓迎会、応援歌練習、PTA総会
- 5月 - 生徒総会、第1回校内模試
- 6月 - 野球部安高黎明定期戦（安積黎明高校との定期戦）、Ｉ期中間考査、第2回校内模試
- 7月 - 第1回実力テスト、体育祭、夏季休業前集会、3年夏季課外、学校説明会
- 8月 - 1・2年夏季課外、3年夏季特別学習会、夏季休業明集会、紫旗祭（文化祭）（5年に2回）～9月
- 9月 - 創立記念日（11日）、Ｉ期期末考査

Ⅱ期（後期）
- 10月 - ロードレース（英語版）大会、修学旅行、オープンスクール
- 11月 - 第2回実力テスト、Ⅱ期中間考査（3年学年末考査）
- 12月 - 冬季休業前集会、1・2・3年冬季課外
- 1月 - 冬季休業明集会、1・2年第3回実力テスト、大学入試センター試験
- 2月 - 1・2年Ⅱ期期末考査、表彰式
- 3月 - 卒業式、終業式、離退任式

## 部活動
体育系
- 野球部 - 2001年春（第73回）に「21世紀枠」で出場。
- ラグビー部 - 1998年（平成10年）、2005年（平成17年）に全国高等学校ラグビーフットボール大会（花園）に出場。2022年には7人制ラグビー福島県3位、県総体では東北大会出場
- ハンドボール部 - 2010年（平成22年）インターハイに出場。
- バレーボール部
- バスケットボール部
- サッカー部
- 陸上競技部
- 山岳部（休部）
- テニス部
- ソフトテニス部
- 卓球部
- 剣道部 - インターハイに県内最多出場。近年では2016年から毎年出場している。
- 弓道部
- 水泳部
- バドミントン部

文化系
- 吹奏楽部
- 合唱部 - 2010年（平成22年）全日本合唱コンクール高等学校部門で金賞・文部科学大臣賞を受賞。
- 弦楽合奏部
- 生物部
- 地学部
- 化学部
- 物理部
- 美術部
- 文芸部
- 演劇部
- 将棋部
- 写真部

同好会
- 軽音同好会 - 2023年 (令和5年) 138期生　第5回「we are SNEAKER AGES」東北地区グランプリ大会 グランプリ賞、第3回全国高校 軽音楽部大会「we are SNEAKER AGES」出場 (21校中12位)
- 囲碁同好会
- イングリッシュクラブ
- 柔道同好会（休会）

委員会
- 應援團
- 放送委員会
- 新聞委員会
- JRC委員会

## 著名な出身者
政官財
- 荒井広幸（元新党改革参議院議員）
- 伊藤庄平（元労働事務次官、労働者健康福祉機構理事長、厚生労働省顧問）
- 植松練磨（海軍少将、上海特別陸戦隊司令官、衆議院議員）
- 大高善兵衛（元ヨークベニマル社長）
- 鎌田光明（厚生労働省医薬・生活衛生局長、元厚生労働省東北厚生局長）
- 菊池朝三（海軍少将、空母鳳翔・瑞鶴・大鳳艦長）
- 熊田周八（旧鶴岡市第4代市長）
- 玄葉光一郎（衆議院議員、第147代外務大臣）
- 小林伸行（神奈川県真鶴町長）
- 小針暦二（元福島交通・福島民報社・ラジオ福島社長、旧制安積中学中退）
- 佐藤栄佐久（元自民党参議院議員、前福島県知事、福島県知事汚職事件で逮捕）
- 武川寿輔（陸軍少将、赤穂中学校長）
- 田母神俊雄（自衛隊第29代航空幕僚長）
- 糠沢和夫（元駐ハンガリー特命全権大使、初代本宮市名誉市民）
- 根本匠（第21代厚生労働大臣、第2代復興大臣、自民党衆議院議員）
- 原正夫（元郡山市長）
- 藤森英二（元郡山市長）
- 星北斗（自民党参議院議員、医師、星総合病院理事長）
- 増子輝彦（元参議院議員）
- 宗像紀夫（元名古屋高等検察庁検事長、内閣官房参与）
- 安田貴六（元自民党衆議院議員）
- 安田善五郎（元安田銀行頭取、元京浜急行電鉄社長、元安田生命保険社長）

学術・医師
- 冨永悌二（医学者、東北大学総長）
- 久保猪之吉 - 医師（耳鼻咽喉科学）1874年（明治7年）12月26日 - 1939年（昭和14年）11月12日）。日本国最初の耳鼻咽喉科学講座を開設した耳鼻咽喉科学の先駆者「イノクボ先生」と呼ばれる。戊辰戦争の当時、猪之吉は6歳。父は二本松藩士久保常保、実兄たちは二本松藩士久保長一郎、二本松少年隊の久保鉄次郎13歳と久保豊三郎12歳として知られる「猪之吉6歳は兄の豊三郎12歳と共に二本松の戦いに参加したいと母親に懇願したが、懐妊中の母は猪之吉を無言で抱き締めていたと伝わる」。二本松県安積中学校卒業、第一高等学校卒業、1900年・東京帝国大学医科大学卒業。
- 朝河貫一（歴史学者、イェール大学名誉教授、校内に朝河貫一が在学中に暗記した頁を食べ、背表紙だけになった辞書を根元に埋めたと言われる[要出典]「朝河桜」がある）
- 影山任佐（日本の犯罪学者・精神医学者、東京工業大学名誉教授・日本犯罪学会理事長）
- 片山容一 (医学者、日本大学教授)
- 熊田泰章（法政大学教授・元副学長・常務理事、日本国際文化学会会長）
- 小西重直（教育学者、昭和8年に京都大学総長、滝川事件に関わった）
- 佐々木隆志（会計学者、一橋大学教授）
- 新城新蔵（宇宙物理学者、京都大学総長、会津若松出身）
- 鈴木準（大和総研主席研究員、内閣府政策コメンテーター）
- 鈴木直（大阪大学教授）
- 全田浩（薬学者、日本病院薬剤師会会長、信州大学名誉教授）
- 土屋繁裕（外科医）
- 坪井栄孝（元日本医師会長、元世界医師会長）
- 富田庸（音楽学者、クイーンズ大学教授）
- 永井陽之助（国際政治学者、東京工業大学名誉教授）
- 新田洋司（農学者、福島大学教授）
- 船山隆（音楽学者、東京芸術大学名誉教授）
- 師茂樹（仏教学者、花園大学教授）
- 箭内亙（歴史学者 、東京帝国大学教授）
- 矢吹晋（中国研究家、横浜市立大学名誉教授）
- 渡辺文夫（心理学者、上智大学名誉教授）

文化・芸術
- 今泉力哉（映画監督）
- 岩谷徹 (版画家)（メゾチント|銅版画家)
- 小田清（声楽家）
- 久米正雄（作家）
- 玄侑宗久（作家 第125回芥川賞）
- 佐藤六朗（漫画家）
- 清水優哉（元子役、俳優）
- 菅生浩（児童文学作家）
- 鈴木善太郎（小説家 / 中退）
- 高山樗牛（作家 / 中退、校内に高山樗牛の碑がある）
- 東野辺薫（作家 第18回芥川賞）
- 中山義秀（作家 第7回芥川賞）
- 深谷陽（漫画家）
- 古川日出男（作家）
- 前川つかさ（漫画家）
- 三浦哲哉（映画批評家、青山学院大学准教授）
- 山崎章郎（医師、随筆家『病院で死ぬということ』の作者）
- 湯浅譲二（作曲家）
- ゆずチリ（漫画家）

マスメディア
- アラケン（放送作家、脚本家、演出家）
- 大内登（テレビプロデューサー、元ビビる）
- 奥秋直人（テレビユー福島アナウンサー）
- 木田幸紀（日本放送協会理事）元（プロデューサー）
- 箭内道彦（クリエイティブディレクター）
- 渡辺弘（元日本テレビプロデューサー）

## 交通
最寄りの鉄道駅
- 「郡山駅」 - JR東日本東北本線・磐越西線・磐越東線・水郡線

最寄りのバス停
- 福島交通バス 「安積高校」バス停

## 舞台となった作品
- 映像作品の舞台として本校が用いられたこともあり、2009年11月から2011年12月まで放送されたNHK特別ドラマ『坂の上の雲』では、上述の安積歴史博物館が背景として登場する回がある。
- テレビアニメ『未確認で進行形』の主人公らが通う高校のモデルが本校であるとされ、[9]Blu-rayBOXに付属する特典映像で聖地巡礼と称して本校にきている映像が確認できる。
- 2016年1月3日フジテレビで放送された、二宮和也（嵐）主演の『新春スペシャルドラマ「坊っちゃん」』では、坊っちゃんの赴任した四国の旧制中学校として、安積歴史博物館で撮影が行われた。
- NHK「連続テレビ小説」第102作として2020年に放送された「エール」では、主人公である古山裕一が高校時代に授業を受ける場面として安積歴史博物館が使用された。[10]

## 中高一貫校の整備
福島県教育委員会は2025年度に中高一貫校「県立安積中・高（仮称）」を開校することを目指している。